# Roche (Isère)
Roche település Franciaországban, Isère megyében. Lakosainak száma 2189 fő (2022. január 1.). Roche Villefontaine, Artas, Bonnefamille, Charantonnay, Four és Saint-Georges-d’Espéranche községekkel határos.

## Népesség
A település népessége az elmúlt években az alábbi módon változott:
| Lakosok száma | 866  | 1028 | 1243 | 1743 | 1906 | 1926 | 2083 | 2128 | 2150 | 2189 |
|               | 1968 | 1982 | 1990 | 2006 | 2013 | 2015 | 2017 | 2019 | 2020 | 2022 |